# 林邊～小琉球25kV電纜
林邊～小琉球25kV電纜為連繫臺灣本島與小琉球之間的電力傳輸海底電纜，簡稱小琉球海底電纜，該該海纜由台灣電力公司所興建營運，於2011年5月13日完工啟用，該線路分有新線與舊線，其中舊線為臺灣第一條輸電海底電纜，舊線完成後，使小琉球首度與臺灣本島電力系統併聯。

## 沿革

### 背景

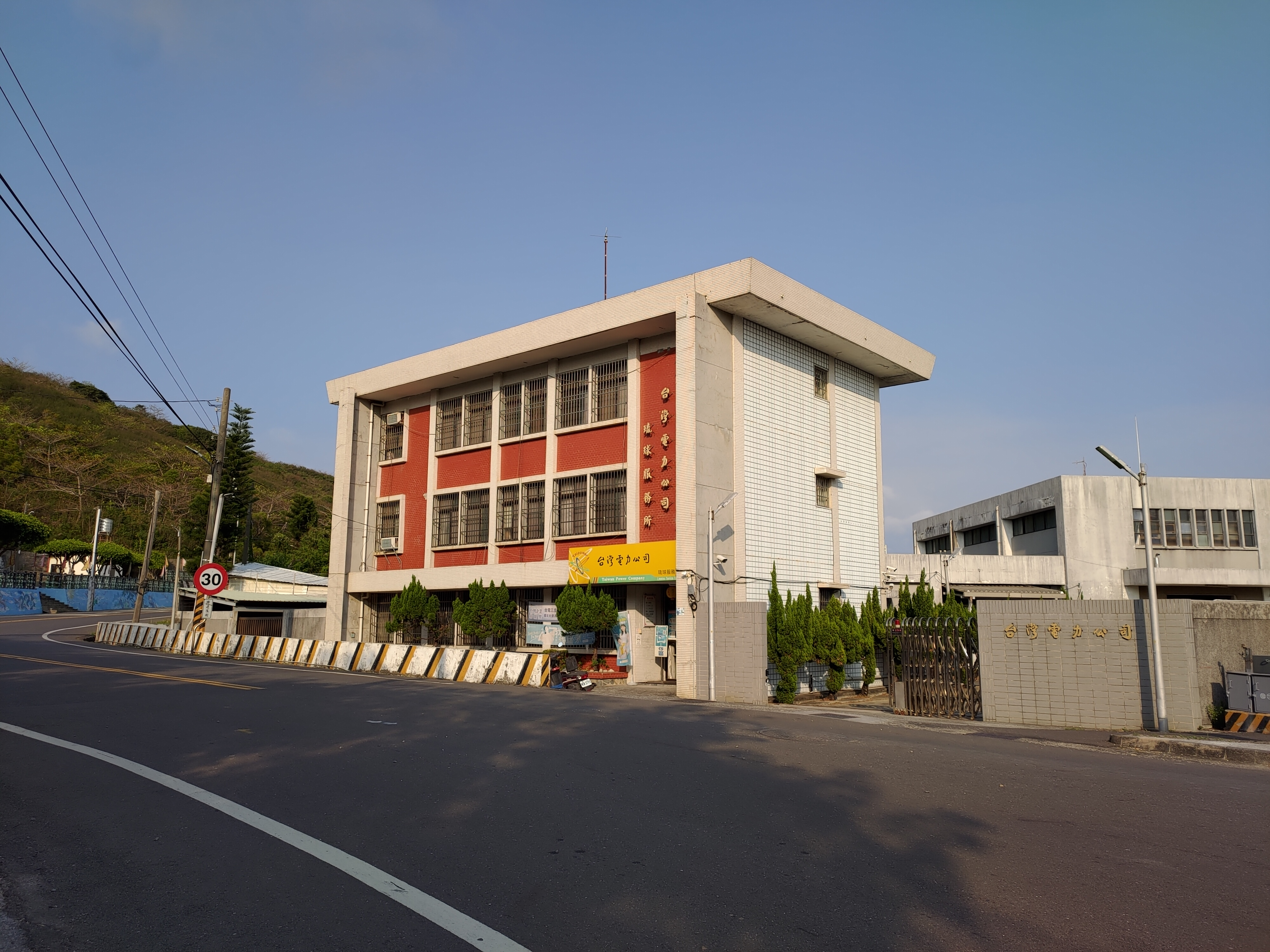
旭光發電廠，本身也是小琉球海底電纜琉球端得上陸點。

小琉球原透過台灣電力公司於1975年4月1日接辦琉球鄉旭光發電廠來供應全島用電，爾後面對持續發展之觀光與經濟，台電持續增設柴油發電機因應，但仍無法滿足小琉球全天候供電的需求，僅能每日供應13小時50分鐘的電力，因此台電逐展開由臺灣本島佈設海底電纜至小琉球取代琉球發電廠功能的計畫，並於1979年委託中華民國海軍的水下測量單位，協助小琉球到屏東縣林邊鄉之間的海事調查。

### 舊線

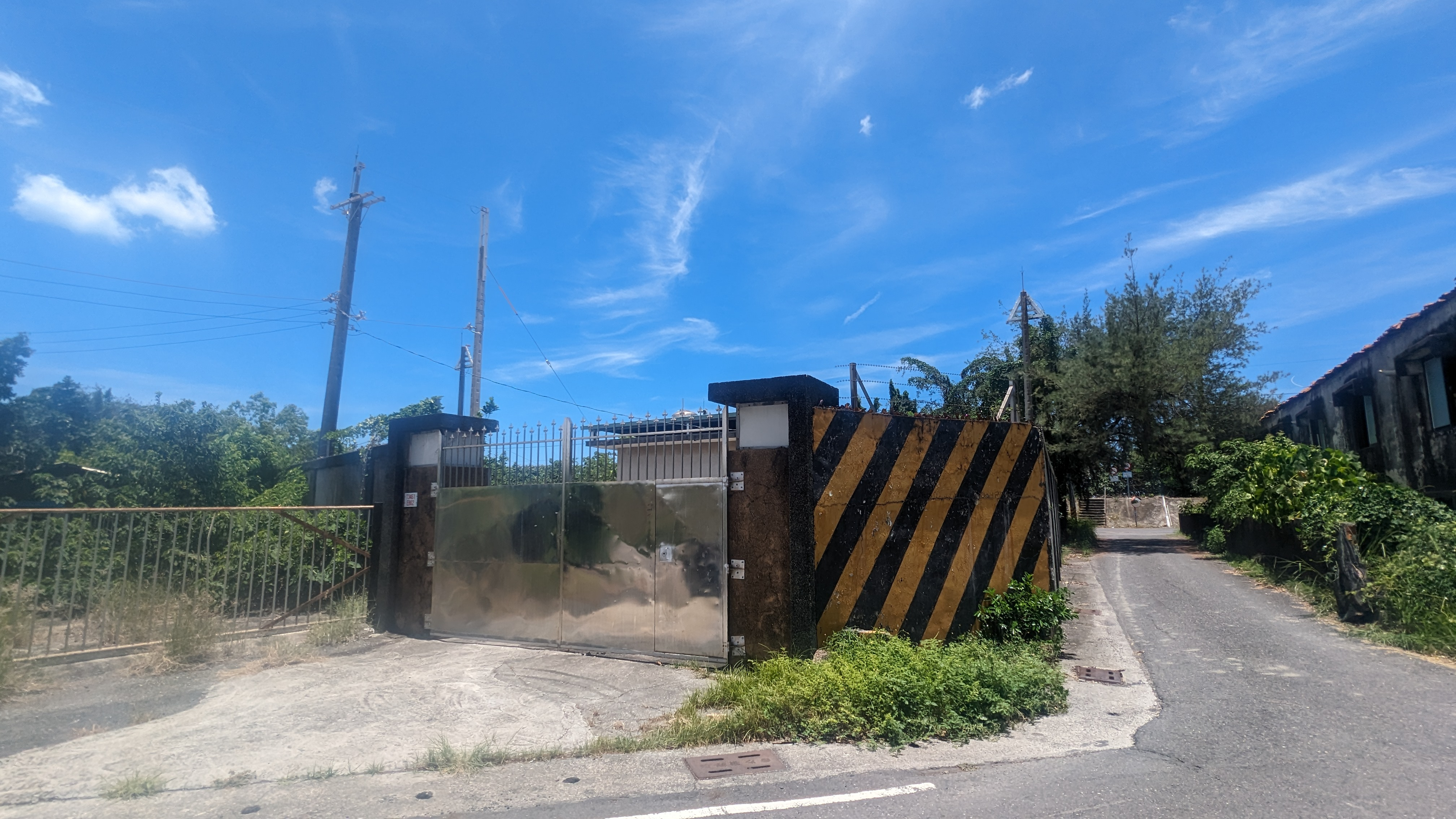
崎峰開關場

1980年台電展開屏東縣林邊鄉至小琉球間海底電纜設計工作，計畫從林邊鄉水利村海堤新設一座開閉所，命名為崎峰開關場，經全長14.7公里的海纜於小琉球的旭光發電廠上岸，併入小琉球電網中，該計畫由日本古河電氣株式會社施承攬施工，採用雙迴路三芯電纜送電，每迴線最高電力乘載量約4,500kW，兩迴線最高可達9,000kW，該海纜於1980年4月5日開始佈放電纜，1980年6月25日完工送電，由時任台電董事長陳蘭皋舉辦啟用典禮，並親自按下通電按鈕。總投資金額新臺幣1.6億元，自此小琉球全島可全天候24小時供電，旭光發電廠轉入停機備役，該海纜也成為臺灣第一條專門輸送電力的海底電纜。
而小琉球海底電纜早期施工時因技術尚未純熟，因此當初佈設海纜的方式僅單純佈放於海床上，因此海纜完工啟用後，多次發生遭勾斷的狀況，在海纜完工不到三個月的情況下，竣工當年9月琉球南線就遭漁船勾斷，後續在1986年、2001年、2005年，以及2006年都發生過斷纜狀況，2005年7月24日琉球北線三相電纜其中一相受損無法送電，僅能兩相供電，而初期斷纜時均由台電公司屏東區營業處自行發包維修，但後續有維修經驗的人員陸退休，直到2006年的11月18日琉球南線完全斷纜時，僅剩下琉球北線的兩相供電，造成小琉球供電危機。
由於琉球南線全斷，琉球北線只剩下兩相供電，當時僅能輸送3,000kW之電力到小琉球，不足之電力由旭光發電廠重新啟動發電，以及租用民間柴油發電機加入應急。

### 新線
主管小琉球海纜的台電公司屏東區營業處評估後，認為琉球南北線多次斷纜且已使用逾30年，已無修復的價值，因此2006年11月22日起決定啟動小琉球海纜汰舊換新計畫，將完全放棄舊琉球南北線，佈設新的雙迴路三芯電纜，經台電對外招標設計，由臺灣世曦工程顧問公司得標，隨即展開五階段的評估規劃工作，包含初步規劃、海事調查、選線、以及基本設計等流程後，台電對外招標施工，因時值中東國家杜拜於國內大興土木，造成原物料上漲，台電多次招標均無廠商願意投標，經多次流標後，最終由日本廠商維世佳股份有限公司於2009年7月28日公告得標，再由真毅營造公司承攬上陸段的開關場工程等土木項目。
新小琉球海底電纜於2009年7月29日申報開工，並由設計單位，臺灣世曦公司負責監造，施工期間上陸段為避免造成潮間帶生態影響，因此採用全新的潛鑽式工法，讓電纜能從潮間帶下方鑽入海床中，而不會對地面產生破壞，並且日本廠商也引進ROV水下無人遙控載具技術，從海面上將電纜抓住，並拖送至海床，向下埋入約兩公尺深，最深處更甚至到達90公尺，以降低被漁船勾斷，及海流帶動之風險。
新琉球南線於2011年4月13日完工送電加入系統，新琉球北線於同年5月13日完工送電加入系統，2011年5月28日新琉球南北線正式竣工啟用，新線採用直徑約14公分的三芯電纜，全長18公里從林邊至小琉球均一線到底無其他接頭，可減少送電事故發生，該新線佈設工程總投資金額達新臺幣16.3億元，新線完工後旭光發電廠也再度回到備役停機狀態，以防海纜再度中斷。

## 技術諸元
- 電纜類型：雙迴路三芯 XLPE 0.25mm2 電纜，三相共計兩條電纜（新線）[1]。
- 輸電容量：最高2萬瓩（新線）[5]。
- 電壓等級：25千伏（新線）[1]。